# 30. april
30. april er dag 120 i året i den gregorianske kalender (dag 121 i skudår). Der er 245 dage tilbage af året.
Severus dag, italiensk biskop. Det fortælles, at han omkring år 400 kalder en mand til live, så han kan hjælpe sin enke mod glubske kreditorer.
Skikken med at narre hinanden aprilsnar fandt tidligere sted på denne måneds sidste dag og ikke som nu den 1. april.
Om aftenen er det Valborgsaften – aftenen før Valborgmesse, og der blev mange steder opstillet en majstang eller man pyntede byens majtræ op til Valborgs aften og samledes der til "vågenat" for at undgå at blive overlistet af de underjordiske, der var særlig aktive ved forårstide. I Sverige er det denne aften, man har bål med hekse.

### Begivenheder
Født - Dødsfald
- 311 - Den romerske kejser Galerius udsteder det toleranceedikt, som traditionelt regnes som afslutningen på kristenforfølgelserne i Romerriget.
- 1598 - Henrik 4. af Frankrig udsteder  Nantes-ediktet, der giver hugenotterne udstrakt trosfrihed.
- 1738 - Genopbygget efter brand, indvies Vor Frue Kirke i København.
- 1789 - George Washington bliver den første amerikanske præsident.
- 1803 - Frankrig sælger Louisiana til USA.
- 1803 - Guldsmed Niels Heidenreich tilstår, at han året før stjal guldhornene fra Kongens Kunstkammer i København og omsmeltede dem.
- 1812 - Louisiana optages som den 18. stat i USA.
- 1824 - En forordning præciserer, at konfirmation er en betingelse for at kunne blive viet og stå fadder.
- 1897 - Joseph John Thomson beretter i the Royal Institution Friday Evening Discourse om eksistensen af elektronen. For første gang har man fundet en partikel mindre end et atom.
- 1931 - Det borende X anholdes i København; han viser sig at være en stilfærdig grønthandler.
- 1939 - Som den første amerikanske præsident optræder Franklin D. Roosevelt på tv.
- 1945 - Adolf Hitler begår selvmord i førerbunkeren i Berlin, efter kort tid i forvejen at have gennemført en simpel bryllupsceremoni med Eva Braun, hans kæreste. Først testede han giften på sin elskede hund, Blondi.
- 1955 - Grundstof 101 døbes mendelevium.
- 1963 - Femernsundbroen åbnes for trafik.
- 1973 - I forbindelse med Watergate-skandalen træder de centrale personer H.R. Haldeman og John Ehrlichman tilbage.
- 1975 - Vietnamkrigen afsluttes med Sydvietnams overgivelse til FNL, Den Nationale Befrielsesfront, der får kontrol over Saigon.
- 1979 - The Jubilee Line i Londons metro åbner.
- 1980 - Nederlandenes dronning Juliana overdrager tronen til sin datter Beatrix.
- 1985 - Første engelske, sorte biskop udpeget.
- 1986 - Politi trænger ind i Det Gyldne Tempel i Amritsar, som var besat af ekstremister.
- 1988 - Den fransk-canadiske sanger Céline Dion vinder Eurovision Song Contest i Dublin med sangen Ne partez pas sans mois.
- 1993 - Tennisspilleren Monica Seles stikkes ned af en beruset tilskuer under et stævne i Hamburg.
- 1996 - Lars von Trier køber filmrettighederne til 94 Morten Korch-romaner.
- 2004 – Amerikanske nyhedsmedier offentliggør fotos af amerikanske soldater, der begår krigsforbrydelser mod irakiske fanger i Abu Ghraib-fængslet.

### Født
- 1605 - Peder Winstrup, dansk biskop i Lunds stift (død 1679).
- 1662 - Maria 2., dronning af England.
- 1770 - David Thompson, britisk-canadisk kartograf (død 1857).
- 1777 - Carl Friedrich Gauss, stor tysk matematiker (død 1855).
- 1812 - Kaspar Hauser, tysk hittebarn (død 1833).
- 1870 - Franz Lehár, østrigsk/ungarsk komponist (død 1948).
- 1879 - Troels Trier, dansk maler (død 1962).
- 1881 - Lauritz Nielsen, dansk overbibliotekar og forfatter (død 1947).
- 1883 - Jaroslav Hašek, tjekkisk forfatter (død 1923).
- 1893 - Joachim von Ribbentrop, tysk nazistisk udenrigsminister (død 1946).
- 1897 - Fredrik Nygaard, dansk forfatter og journalist (død 1958).
- 1905 - Sergey Nikolsky, russisk matematiker (død 2012).
- 1909 - Juliana, nederlandsk dronning. (død 2004).
- 1913 - Svend Haugaard, dansk højskolemand og politiker (død 2003).
- 1920 - Gerda Lerner, amerikansk historiker, forfatter og lærer (død 2013).
- 1921 - Tove Maës, dansk skuespillerinde (død 2010).
- 1932 - Bodil Sangill, dansk skuespillerinde (død 2023).
- 1935 - Christian Lillelund, dansk direktør og chefredaktør (død 2006).
- 1937 - Troels Knudsen, dansk jazzmusiker.
- 1942 - Per Pallesen, dansk skuespiller, teaterchef, instruktør og forfatter.
- 1943 - Boje Lundgaard, dansk arkitekt (død 2004).
- 1944 - Jill Clayburgh, amerikansk filmskuespiller (død 2010).
- 1945 - Jan Weincke, dansk filmfotograf.
- 1946 - Carl 16. Gustaf, svensk konge.
- 1946 - Sven Nordqvist, svensk børnebogsforfatter og -illustrator.
- 1947 - Birthe Neumann, dansk skuespillerinde.
- 1950 - Morten Henriksen, dansk filminstruktør.
- 1951 - Stanley Samuelsen, færøsk musiker
- 1954 - Jane Campion, newzealandsk regissør og manuskriptforfatter.
- 1956 - Lars von Trier, dansk filminstruktør.
- 1959 - Stephen Harper, canadisk premierminister.
- 1962 - Eva Fjellerup, dansk moderne femkæmper.
- 1971 - Louise Mieritz, dansk skuespillerinde.
- 1973 - Michael Blaudzun, dansk cykelrytter.
- 1974 - Signe Lindkvist, dansk tv-vært.
- 1978 - Joachim Boldsen, dansk håndboldspiller
- 1982 - Kirsten Dunst, amerikansk skuespillerinde.
- 1992 - Jacques Bergmann Webster II (Travis Scott), amerikansk rapper.

### Dødsfald
- 65 - Marcus Annaeus Lucanus, romersk digter (født 39).
- 1632 - Sigismund 3., polsk-svensk konge (født 1566).
- 1823 - Peter Atke Castberg, dansk læge og grundlægger af døveundervisning (født 1779).
- 1841 - P.A. Heiberg, dansk forfatter og filolog (født 1758).
- 1883 - Édouard Manet, fransk maler (født 1832).
- 1885 - J.P. Jacobsen, dansk forfatter (født 1847).
- 1887 - J.C. Jacobsen, dansk brygger og mæcen (født 1811).
- 1929 - Birger Sjöberg, svensk digter, troubadour og romanforfatter (født 1885).
- 1943 - Otto Jespersen, dansk filolog (født 1860).
- 1943   - Mogens Clemmensen, dansk arkitekt og arkæolog (født 1885).
- 1945 - Adolf Hitler, tysk diktator, rigskansler og fører (født 1889) - selvmord.
- 1945   - Eva Braun, Hitlers elskerinde/hustru (født 1912) - selvmord.
- 1945   - G.N. Brandt, dansk have- og landskabsarkitekt (født 1878).
- 1950 - Axel Ingvar, dansk tegner (født 1908).
- 1982 - Ingemar Hedenius, svensk filosof (født 1908).
- 1983 - Muddy Waters, amerikansk bluesmusiker (født 1915).
- 1989 - Sergio Leone, italiensk filminstruktør (født 1929).
- 1994 - Richard Scarry, amerikansk børnebogsforfatter og -illustrator (født 1919).
- 2000 - Poul Hartling, dansk statsminister (født 1914).
- 2001 - Knud Damgaard, dansk politiker og redaktør (født 1917).
- 2005 - Lone Kellermann, dansk sanger (født 1943).

|  | Denne datoartikel kan blive bedre, hvis der indsættes et (bedre) billede Du kan hjælpe ved at afsøge Wikimedia Commons for et passende billede eller uploade et godt billede til Wikimedia Commons iht. de tilladte licenser og indsætte det i artiklen. |